# Uileacu de Criș, Bihor
Uileacu de Criș, colocvial Uileacu Deșert, (în maghiară Pusztaújlak), este un sat în comuna Tileagd din județul Bihor, Crișana, România.

 Acest articol despre o localitate din județul Bihor este deocamdată un ciot. Puteți ajuta Wikipedia prin completarea lui.